# Karim Adiprasito
Karim Alexander Adiprasito es un profesor alemán de matemáticas de la Universidad de Copenhague, que trabaja en el campo de la combinatoria. También es profesor de matemáticas en la Universidad Hebrea de Jerusalén. Se doctoró en 2013 en la Universidad Libre de Berlín bajo la supervisión de Günter M. Ziegler.
En 2015 se le otorgó el European Prize in Combinatorics por su trabajo en la geometría discreta, especialmente en los espacios de realización politópica, por "sus extensas y profundas contribuciones a la geometría discreta utilizando métodos analíticos, especialmente en la solución del problema clásico de Perles y Shephard (que se remonta a Legendre y Steinitz) sobre poliedros simples en proyección".
Usando el trabajo de Mikhail Gromov sobre espacios de curvatura delimitada, resolvió la conjetura de Hirsch para triangulaciones de colectores.
Junto con June Huh y Eric Katz, resolvió la conjetura de Heron-Rota-Welsh sobre la concavidad logarítmica del polinomio característico de los matroides. Por este trabajo le fue concedido el New Horizons Prize for Early-Career Achievement in Mathematics en 2019.
En diciembre de 2018 demostró que la conjetura g de Peter McMullen se cumple en el contexto de los espacios esféricos celulares. Por este trabajo, recibió en 2020 el premio de la European Mathematical Society.